# Alemania Occidental en los Juegos Olímpicos de Innsbruck 1976
Alemania Occidental estuvo representada en los Juegos Olímpicos de Innsbruck 1976 por un total de 71 deportistas que compitieron en 10 deportes.  
El portador de la bandera en la ceremonia de apertura fue el piloto de bobsleigh Wolfgang Zimmerer.

## Medallistas
El equipo olímpico alemán obtuvo las siguientes medallas:
| Nombre                                                             | Deporte            | Competición       |
| ------------------------------------------------------------------ | ------------------ | ----------------- |
| Oro                                                                |                    |                   |
| Rosi Mittermaier                                                   | Esquí alpino       | Descenso F        |
| Rosi Mittermaier                                                   | Esquí alpino       | Eslalon F         |
| Plata                                                              |                    |                   |
| Wolfgang Zimmerer Manfred Schumann                                 | Bobsleigh          | Doble M           |
| Urban Hettich                                                      | Combinada nórdica  | Individual M      |
| Rosi Mittermaier                                                   | Esquí alpino       | Eslalon gigante F |
| Josef Fendt                                                        | Luge               | Individual M      |
| Hans Brandner Balthasar Schwarm                                    | Luge               | Doble M           |
| Bronce                                                             |                    |                   |
| Wolfgang Zimmerer Peter Utzschneider Bodo Bittner Manfred Schumann | Bobsleigh          | Cuádruple M       |
| Equipo                                                             | Hockey sobre hielo | Torneo M          |
| Elisabeth Demleitner                                               | Luge               | Individual F      |